# 林博文
林 博文（はやし ひろふみ）は日本の実業家。INTLOOP株式会社 代表取締役。

## 人物・来歴
同志社大学法学部法律学科卒業後、アンダーセンコンサルティング（現アクセンチュア株式会社）に入社。その後、ベンチャー企業、再度アクセンチュアを経て、2005年2月にINTLOOP株式会社を創業。専門技術を持つフリーランスと社員を混成チームにして顧客企業に派遣し、企業のDX推進をサポートすることで業績を伸ばす。

### 学生時代から就職まで
高校時代から独立志向が強く、弁護士や公認会計士のような資格を取り開業することを考えていたため、同志社大学法学部法律学科に進学。実際には司法試験をめざさずに学生生活を享受する。就職は実力主義で鍛えられる会社に行きたいと考え、外資系企業を中心に活動。その中で最初に内定をもらったのがアンダーセンコンサルティング（現在のアクセンチュア）であった。
1996年に入社。当時のアクセンチュアは大企業向けのシステム開発を多数手がけており、ERP導入は少なく、ほとんどがスクラッチ開発のプロジェクトであった。入社後、製造業向けの業務改善コンサルティングのポジションに自ら志願。具体的には工場などの現場にITを使った効率化を提案する上流の仕事内容だった。入社半年後から退職まで、その仕事を続けた。

### 転職と復帰
2000年前後はITバブルでベンチャー企業が隆盛を極め、経営幹部にはコンサルタント経験者は引く手あまたであり、日米合弁でネット通販ビジネスをめざす時代の最先端を行くベンチャー企業に転職し、経営企画を担当。しかし、１年で日本からの事業撤退が決まる。
退職後、アクセンチュア時代の上司から声がかかり、復帰。以前同様に、製造業向けのコンサルティングを手がける。主に大規模システム導入のプロジェクトマネジメントや業務的な課題解決などを担当。4年目にはシニアマネジャーに昇進する。
関連のプロジェクトでは腕ききのフリーランスのコンサルタントに関わる機会を多く持ったが、彼らの話を聞くと、多くはフルタイムで稼働しているため、新規の営業活動ができない悩みや、常に同じプロジェクトで働いているとキャリアの幅が広がらないという悩みを持っていることに気づく。そこでフリーランサーの営業を代行し、キャリア開発を支援するビジネスを思いつく。このアイデアが2005年にINTLOOP株式会社を設立し、独立するきっかけになる。

### 独立後
2005年にINTLOOPを設立。「フリーランスコンサルタント」と「プロフェッショナル⼈材を求める企業」とをマッチングさせる事業から開始。社名は、「Introduction」＋「Loop」に由来する。人材の"紹介"による輪を広げ、ビジネスを拡大するとの思いで名付けられた。その後、ベースとなるコンサルティング事業をはじめ、テクノロジー分野でのソリューション開発やマーケティングの知⾒を⽣かしたWEBサービス事業、PMO事業に転職⽀援など多くの領域で事業を展開。自社にコンサルタントを抱え、かつフリーランスの登録者を4万人以上擁する。
同社はフリーランスの働き方の広がりとともに、フリーランサーの営業活動を代行し、スペシャリストとしての仕事に専念できる環境を提供するサービス事業の先駆けともいえる企業となった。
2022年7月8日、INTLOOPは東証グロースに上場。

### 上場後
2023年9月、ディクスホールディングス株式会社を子会社化。
2024年10月には、DXビジネスの拡大を目指す伊藤忠商事と資本提携契約を交わす。
2025年1月には、旭食品とINTLOOPが合弁会社「食共創パートナーズ」を設立。
林は、2027年までは売上げを伸長させるための投資を継続する予定で、2025年は引き続き人材投資や基幹システムの入れ替え、本社移転など、"足場固め"の投資を行い、2027年以降は利益向上のための投資に移行し、最終的に営業利益率15%を目指す計画を持っている。

## メディア出演

### テレビ
- 夢遺産～リーダーの夢の先～＃271（2023年1月16日、テレビ東京）[15]

### ラジオ
- 大人のラヂオ（2022年9月16日、ラジオNIKKEI）[16]
- 建築家のアスリートたち（2022年9月19日、ASJラジオMUSIC BIRD[17]
- 企業トップが語る！威風堂々（2022年11月16日、ラジオNIKKEI）[18]
- この企業に注目！相場の福の神（2024年8月6日、ラジオNKKEI）[19]